# Journal of Physical Chemistry A
Journal of Physical Chemistry A è una rivista accademica che si occupa di chimica fisica, in particolare di chimica teorica, chimica quantistica e spettroscopia.
Fino al 1997 era semplicemente Journal of Physical Chemistry, poi per dividere i vari settori della chimica fisica si è scisso in Journal of Physical Chemistry A e Journal of Physical Chemistry B. Nel 2007 è stata poi scorporato il Journal of Physical Chemistry C dal Journal of Physical Chemistry B.
Nel 2014 il fattore di impatto della rivista era di 2,693.